# USS Walsh (APD-111)
USS Walsh (APD-111) là một tàu vận chuyển cao tốc lớp Crosley, nguyên được cải biến từ chiếc DE-601, một tàu hộ tống khu trục lớp Rudderow, và đã phục vụ cùng Hải quân Hoa Kỳ trong Chiến tranh Thế giới thứ hai. Nó là chiếc tàu chiến duy nhất của Hải quân Hoa Kỳ được đặt cái tên này, theo tên Trung úy Hải quân Patrick Joseph Walsh (1908-1942), người được biệt phái cùng đội bảo vệ vũ trang hải quân cho tàu buôn SS Patrick J. Hurley, đã tử trận vào ngày 12 tháng 9, 1942 khi Patrick J. Hurley bị tàu ngầm Đức U-512 tấn công tại Đại Tây Dương, và được truy tặng Huân chương Ngôi sao Bạc. Nó đã phục vụ cho đến khi chiến tranh kết thúc, xuất biên chế năm 1946, rồi cuối cùng bị bán để tháo dỡ vào năm 1968.

## Thiết kế và chế tạo
Thiết kế của lớp Crosley dựa trên việc cải biến lớp tàu hộ tống khu trục Rudderow. Cấu trúc thượng tầng con tàu được mở rộng, đồng thời tháo dỡ bớt vũ khí trang bị để lấy chỗ bố trí nơi nghỉ cho 162 binh lính được vận chuyển cùng khoảng 40 tấn trang bị. Hệ thống động lực tương tự như với các lớp Buckley và Rudderow; là kiểu động cơ turbine-điện General Electric, cung cấp điện năng cho mô-tơ điện để dẫn động hai trục chân vịt.
Dàn vũ khí được giữ lại bao gồm một khẩu pháo 5 inch (130 mm)/38 cal bố trí một phía trước mũi; ba khẩu đội pháo phòng không Bofors 40 mm nòng đôi và sáu pháo phòng không Oerlikon 20 mm; vũ khí chống ngầm gồm hai đường ray Mk. 9 để thả mìn sâu. Thủy thủ đoàn đầy đủ bao gồm 15 sĩ quan và 168 thủy thủ; và con tàu được bố trí tiện nghi để vận chuyển 12 sĩ quan cùng 150 binh lính đổ bộ.
Walsh được đặt lườn như là chiếc DE-601 tại Xưởng tàu Bethlehem-Hingham ở Hingham, Massachusetts
vào ngày 27 tháng 2, 1945. Đang khi được hoàn thiện, con tàu được xếp lại lớp như một tàu vận chuyển cao tốc, mang ký hiệu lườn mới APD-111. Nó được hạ thủy vào ngày 27 tháng 4, 1945, được đỡ đầu bởi bà John J. Walsh, và nhập biên chế cùng Hải quân Hoa Kỳ vào ngày 11 tháng 7, 1945 dưới quyền chỉ huy của Hạm trưởng, Thiếu tá Hải quân Philip J. Tiffany.

## Lịch sử hoạt động
Sau khi hoàn tất việc chạy thử máy huấn luyện tại khu vực vịnh Guantánamo, Cuba từ ngày 1 tháng 8 đến ngày 29 tháng 8, 1945, đúng vào lúc Nhật Bản chấp nhận đầu hàng vào ngày 15 tháng 8, 1945 giúp chấm dứt vĩnh viễn cuộc xung đột, Walsh đi đến Norfolk, Virginia và tham gia vào việc thử nghiệm màn khói ngụy trang trong vịnh Chesapeake trong thành phần Đội đặc nhiệm 23.19. Đến ngày 4 tháng 10, nó đi lên phía Bắc để thực hành huấn luyện cùng các xuồng phóng lôi PT boat ngoài khơi Melville, Rhode Island. Sau đó con tàu tham gia những lễ hội nhân ngày Hải quân tại Portland, Maine vào cuối tháng 10, rồi lên đường đi Philadelphia, Pennsylvania vào ngày 30 tháng 10, nơi nó được chuẩn bị để ngừng hoạt động.
Trong Xưởng hải quân Philadelphia, Walsh được sửa chữa vòm sonar và sửa chữa lườn tàu trước khi lên đường hướng đến Hampton Roads, Virginia vào ngày 13 tháng 11, và đi đến Norfolk vào ngày 14 tháng 11. Nó chất dỡ đạn dược khỏi tàu trước khi tiếp tục đi đến Jacksonville, Florida. Con tàu được cho xuất biên chế tại Green Cove Springs, Florida vào ngày 26 tháng 4, 1946  và được đưa về Hạm đội Dự bị Đại Tây Dương, thoạt tiên neo đậu cùng Đội Florida trước khi được chuyển đến Đội Texas tại Orange, Texas. Tên nó được cho rút khỏi danh sách Đăng bạ Hải quân vào ngày 1 tháng 5, 1966, và con tàu bị bán để tháo dỡ vào tháng 7, 1968.

## Phần thưởng
Nguồn: Navsource Naval History
|  |  |

| Huân chương Chiến dịch Hoa Kỳ | Huân chương Chiến thắng Thế Chiến II |